# Placówka Straży Celnej „Kętrzyno”

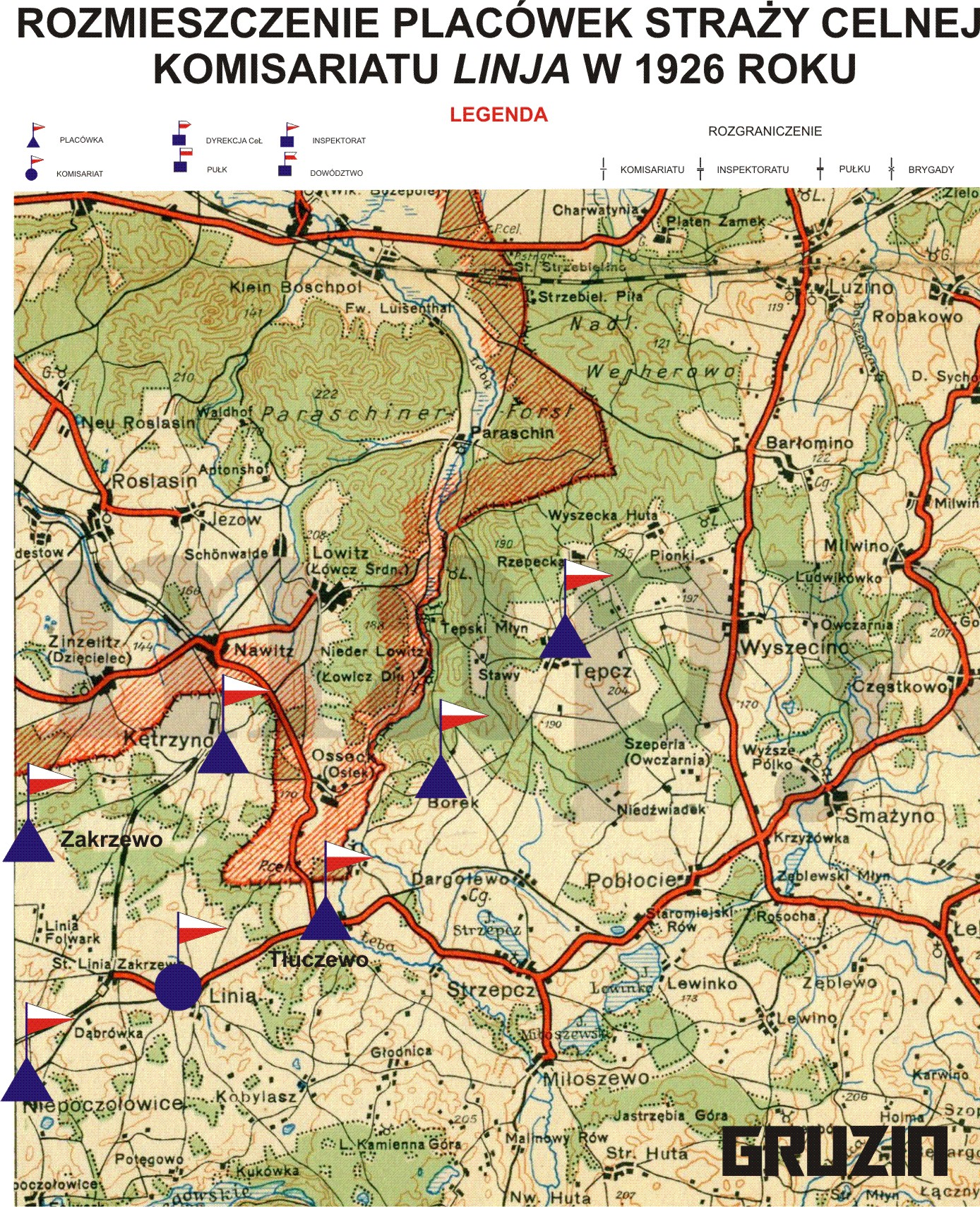
Rozmieszczenie placówek
komisariatu Straży Celnej „Linja”

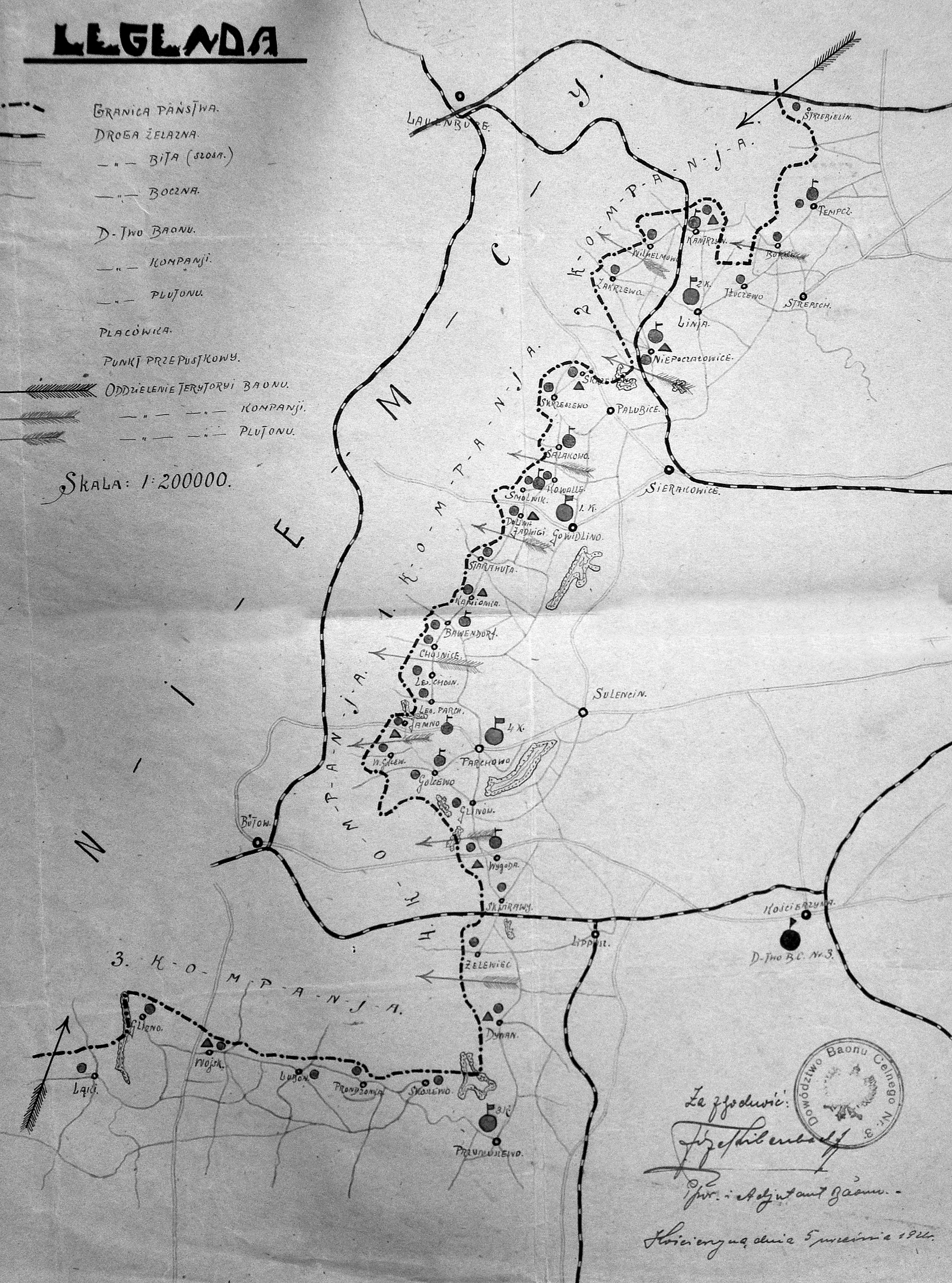
Rozmieszczenie 3 batalionu celnego

Placówka Straży Celnej „Kętrzyno” – jednostka organizacyjna Straży Celnej pełniąca w okresie międzywojennym służbę ochronną na granicy polsko-niemieckiej.

## Formowanie i zmiany organizacyjne
Na wniosek Ministerstwa Skarbu, uchwałą z 10 marca 1920 roku, powołano do życia Straż Celną. Jednostki Straży Celnej rozpoczęły przejmowanie odcinków granicy od pododdziałów Batalionów Celnych. W 1922 roku w Linii stacjonował sztab 1 kompanii 17 batalionu celnego. 1 kompania celna wystawiła między innymi placówkę w Kętrzynie. Proces tworzenia Straży Celnej trwał do końca 1922 roku. Placówka Straży Celnej „Kętrzyno” weszła w podporządkowanie komisariatu Straży Celnej „Linja” z Inspektoratu SC „Kościerzyna”.
W drugiej połowie 1927 roku przystąpiono do gruntownej reorganizacji Straży Celnej. W praktyce skutkowało to rozwiązaniem tej formacji granicznej. Ochronę północnej, zachodniej i południowej granicy państwa przejęła powołana z dniem 2 kwietnia 1928 roku Straż Graniczna.
Rozkazem nr 2 z 19 kwietnia 1928 roku w sprawie organizacji Pomorskiego Inspektoratu Okręgowego dowódca Straży Granicznej gen. bryg. Stefan Pasławski określił strukturę organizacyjną komisariatu SG „Linia”. Placówka Straży Granicznej I linii „Kętszyno” znalazła się w jego strukturze.

## Służba graniczna
Sąsiednie placówki
- placówka Straży Celnej „Tłuczewo” ⇔ placówka Straży Celnej „Zakrzewo” – 1926[9]

## Funkcjonariusze placówki
Kierownicy placówki
| stopień    | imię i nazwisko, numer | okres pełnienia służby | kolejne stanowisko |
| ---------- | ---------------------- | ---------------------- | ------------------ |
| przodownik | Władysław Patek (2061) | był w 1926             |                    |

Obsada personalna placówki w 1926:
- przodownik Władysław Patek (2061)
- strażnik Ignacy Okupniak (2036)
- strażnik Józef Górczak (1747)
- strażnik Jakub Staszak (2088)
- strażnik Edward Kurzejewski (1817)
- strażnik Franciszek Wroniak (2282)
- strażnik Leon Stróżyński (1307)
- strażnik Józef Cyrzan (2253)